# Haworthia subularis
Haworthia subularis är en grästrädsväxtart som beskrevs av M. Hayashi. Haworthia subularis ingår i släktet Haworthia och familjen grästrädsväxter. Inga underarter finns listade i Catalogue of Life.